# ذراع بن حدهم
ذراع بن حدهم یک منطقهٔ مسکونی در الجزایر است که در ناحیه ثنیه واقع شده‌است. ذراع بن حدهم ۴٫۴ کیلومتر مربع مساحت دارد ۳۲۰ متر بالاتر از سطح دریا واقع شده‌است.